# Hospital García Orcoyen
El Hospital García Orcoyen es el hospital público de Estella (Navarra, España), que atiende a la población de la comarca de Tierra Estella. Pertenece al Servicio Navarro de Salud.
El hospital se nombró en honor del médico ginecólogo navarro Jesús García Orcoyen, natural de Esténoz en el municipio de Guesálaz.

## Historia

### Antencedentes
Las primeras menciones de hospitales en Estella se remontan a la Edad Media, donde se atendían a pobres, ancianos, viudas, niños expósitos, peregrinos enfermos y otros desamparados. 
En 1150 se establece el hospital de Sant Lázaro, donde se realizaba cuarentenas de peregrinos del Camino de Santiago que padecían enfermedades infecciosas. 
El Libro de Censos de 1354 recoge la existencia en Estella de cinco hospitales: Sancta María, Sant Pedro, Sant Millán, Sant Salvador y Sant Juan.

### Hospital General de Santa María de Gracia
El Regimiento (gobierno municipal) de Estella solicita al virrey la reducción del número de hospitales (dispersos por la ciudad) y su fusión en un único lugar donde se pudiesen concentrar sus funciones de manera más efectiva. 
Por cédula real, Carlos I de España comisionó en 1524 al Regente del Consejo y Cancillería de Navarra, Fortunio García de Ercilla, para que iniciase su edificación.
Juan de Eguía, mercader y mecenas de la ciudad, promovió y sufragó el Hospital General de Santa María de Gracia de Estella. Construido entre 1524 y 1536, con un coste de 33.000 florines, fue entregado a la ciudad ya finalizado el 12 de abril de 1536.
El hospital cambió su ubicación y fue trasladado en el año 1624 al lugar llamado de la Mota (en el interior de la ciudad, en la actual calle Imprenta). En 1789 se estableció una Junta para el mejor gobierno del hospital.
En 1788, el hospital contaba con capellán, administrador, hospitalera con su ayudante, enfermera, dos médicos y dos cirujanos a tiempo parcial, un boticario, y un demandante que se cuidaba del mantenimiento y de pedir semanalmente limosna por las calles.
Desde abril de 1867 lo administraban las religiosas de las hermanas de la Caridad de Santa Ana, que lo gestionaron hasta su cierre. Finalizó su actividad en el año 1976, cuando se construyó el nuevo Hospital Comarcal García Orcoyen.

### Hospital García Orcoyen
El ministerio de Sanidad inició las gestiones para crear un nuevo hospital en Estella en la primera mitad de la década de 1970.
Tras la cesión de terrenos e infraestructura urbanística por parte del ayuntamiento de Estella, y tras la finalización de las obras de construcción, se integra en la Administración Institucional de la Sanidad Nacional en mayo de 1975. 
El hospital abre sus puertas en enero de 1977,aunque no se inauguraría oficialmente hasta 1979.  La gestión del hospital se encomienda al ayuntamiento de Estella. El 1 de octubre de 1986, pasa a depender de la Comunidad Foral de Navarra. 
Contaba en 1988 con servicios de Medicina Interna, Cardiología, Cirugía, Traumatología, Pediatría, Ginecología, Obstetricia, Anestesia y Reanimación, Planificación Familiar, Farmacia, Laboratorio, Radiodiagnóstico, Rehabilitación, Urgencias, UVI y Puericultura, con 169 trabajadores y 112 camas. 
En las siguientes décadas ha tenido remodelaciones y reformas, con una gran ampliación en el año 2002, tanto de superficie como de servicios.

## Cobertura asistencial
El hospital atiende a una población de 63.000 personas, situado geográficamente en el centro del Área de Salud de Estella, distribuyéndose todos los centros de salud y consultorios en semicírculo a su alrededor, en la  Comunidad Foral de Navarra. 

### Atención Primaria
Es el hospital asignado para 8 centros de salud y 55 consultorios de Atención Primaria, entre los que se incluyen:
- Centro de Salud de Estella

1. Consultorio de Ayegui
2. Consultorio de Igúzquiza
3. Consultorio de Labeaga
4. Consultorio de Muniáin de la Solana
5. Consultorio de Villamayor de Monjardín

- Centro de Salud de Allo

1. Consultorio de Arellano
2. Consultorio de Arróniz
3. Consultorio de Barbarin
4. Consultorio de Dicastillo
5. Consultorio de Lerín
6. Consultorio de Luquin

- Centro de Salud de Viana

1. Consultorio de Aras
2. Consultorio de Cabredo
3. Consultorio de Genevilla
4. Consultorio de Lapoblación
5. Consultorio de Marañón
6. Consultorio de Meano

- Centro de Salud de Los Arcos

1. Consultorio de Aguilar de Codés
2. Consultorio de Armañanzas
3. Consultorio de Azuelo
4. Consultorio de Bargota
5. Consultorio de Desojo
6. Consultorio de El Busto
7. Consultorio de Espronceda
8. Consultorio de Mues
9. Consultorio de Sansol
10. Consultorio de Torralba del Río
11. Consultorio de Torres del Río

- Centro de Salud de Lodosa

1. Consultorio de Lazagurría
2. Consultorio de Mendavia
3. Consultorio de Sartaguda
4. Consultorio de Sesma

- Centro de Salud de San Adrián

1. Consultorio de Andosilla
2. Consultorio de Azagra
3. Consultorio de Cárcar

- Centro de Salud de Ancín

1. Consultorio de Arbeiza
2. Consultorio de Larrión-Amillano (Valle de Allín)
3. Consultorio de Eulate
4. Consultorio de Larraona
5. Consultorio de San Martín de Améscoa
6. Consultorio de Zudaire
7. Consultorio de Acedo
8. Consultorio de Etayo
9. Consultorio de Galbarra-(Valle de Lana)
10. Consultorio de Mendaza
11. Consultorio de Metauten
12. Consultorio de Sorlada
13. Consultorio de Zúñiga

- Centro de Salud de Villatuerta

1. Consultorio de Abárzuza
2. Consultorio de Azcona-Valle de Yerri
3. Consultorio de Esténoz-Guesálaz
4. Consultorio de Iturgoyen
5. Consultorio de Lezaun
6. Consultorio de Oteiza de la Solana
7. Consultorio de Salinas de Oro

## Cartera de servicios[13]
| - Alergología - Aparato Digestivo - Cardiología - Endocrinología - Hematología y Hemoterapia - Medicina Interna - Neumología - Oncología - Pediatría - Urgencias | - Cirugía General y de Aparato Digestivo - Dermatología - Obstetricia y Ginecología - Oftalmología - Otorrinolaringología - Traumatología y Cirugía Ortopédica - Urología | - Análisis Clínicos - Anestesiología y Reanimación - Bioquímica - Farmacia Hospitalaria - Medicina Intensiva - Medicina Preventiva - Psiquiatría - Psicología Clínica - Radiodiagnóstico - Rehabilitación |

## Personal
En el centro trabajan alrededor de 561 profesionales. Cuenta con personal fijo y temporal:
- facultativos 88
- enfermería 187
- otro personal 286

## Instalaciones y recursos
Consta de dos edificios principales:
En el edificio antiguo (construido en 1977), de 2 plantas, consta de quirófanos, servicio de urgencias y hospitalización de distintos servicios. 
En el edificio nuevo (construido en 2002), de 3 plantas, están situadas la mayoría de consultas, servicios y centrales e instalaciones más modernas. 

### Transporte y accesos
Se llega a él con las líneas de autobús comarcal 1 (Hospital - Villatuerta - Oteiza) y 2 (Abárzuza - Hospital - Villamayor de Monjardín o Arróniz)